# Salamandra salamandra gallaica
Salamandra salamandra gallaica is een salamander uit de familie echte salamanders (Salamandridae). Het is een ondersoort van de vuursalamander (Salamandra salamandra).
De salamander komt voor in Portugal en noordwestelijk Spanje. Het is een van de weinige ondersoorten die zich makkelijk laten herkennen aan de wat fletse kleuren; de vlekken zijn meer bruin tot oranje dan de gele kleur die de meeste andere ondersoorten vertonen. Salamandra salamandra gallaica is een van de weinige ondersoorten die de jongen volledig ontwikkeld ter wereld kan brengen, maar meestal worden de deels ontwikkelde larven afgezet in het water.